# Њижна (Пјештјани)
Њижна (слч. Nižná) насељено је мјесто са административним статусом сеоске општине (слч. obec) у округу Пјештјани, у Трнавском крају, Словачка Република.

## Становништво
| Година:    | 1994. | 2004.   | 2014.   | 2024.   |
| ---------- | ----- | ------- | ------- | ------- |
| Број људи: | 507   | 517     | 550     | 552     |
| Разлика:   |       | +1,97 % | +6,38 % | +0,36 % |

| Година:    | 2023. | 2024.   |
| ---------- | ----- | ------- |
| Број људи: | 546   | 552     |
| Разлика:   |       | +1,09 % |

Према подацима о броју становника из 2024. године насеље је имало 552 становника.